# Hrabuzna, Polonne
Hrabuzna (în ucraineană Храбузна) este un sat în comuna Onațkivți din raionul Polonne, regiunea Hmelnîțkîi, Ucraina.

## Demografie
Componența lingvistică a localității Hrabuzna
     Ucraineană (100%)
Conform recensământului din 2001, toată populația localității Hrabuzna era vorbitoare de ucraineană (100%).